# Ćevapi
Ćevapi (pronunțat [tɕeʋǎːpi]) sau ćevapčići (diminutiv formal; pronunțat [tɕeʋǎptʃitɕi]) este un fel de mâncare la grătar din carne tocată găsit în mod tradițional în țările din sud-estul Europei (Balcani). Este considerat un fel de mâncare națională în Bosnia și Herțegovina, Croația, și este, de asemenea, des întâlnit în Muntenegru, Macedonia de Nord, Kosovo, Slovenia și Albania.
Ćevapi își are originile în Peninsula Balcanică în perioada otomană și reprezintă o specialitate regională similară cu kebabul köfte (Șiș köfte).
De obicei, este servit în bucăți de cinci până la zece bucăți pe o farfurie sau într-o pită (lepinje sau somun), adesea cu ceapă tocată, smântână, kaymak, ajvar, brânză feta, piper roșu tocat și sare. Ćevapii bosniaci sunt făcuți din două tipuri de carne tocată de vită, amestecate manual și li se dă formă printr-o pâlnie, în timp ce ćevapii normali sunt pregătiți la grătar. Ćevapčići sunt făcuți ori din carne de vită, ori din miel, ori din carne de porc sau amestecată.

## Nume și etimologie
Cuvântul ćevap este derivat din kebab-ul turcesc. Cuvântul este uneori folosit în combinație cu diminutivul comun al limbilor slave de sud -čići (în sârbo-croată : ćevapi / ćevapčići / ћевапи / ћевапчићи; în macedoneană ќебапчиња, transliterat: ḱebapčinja; în albaneză : Qebapa / Qofte; în bulgară кебапчета, transliterat: kebapcheta; în cehă čevabčiči; în slovacă čevapčiči; în slovenă: čevapčiči). Cuvântul ćevapi este la plural; forma singulară ćevap este rar folosită, deoarece o porție tipică constă din mai mulți ćevapi.

## Istorie

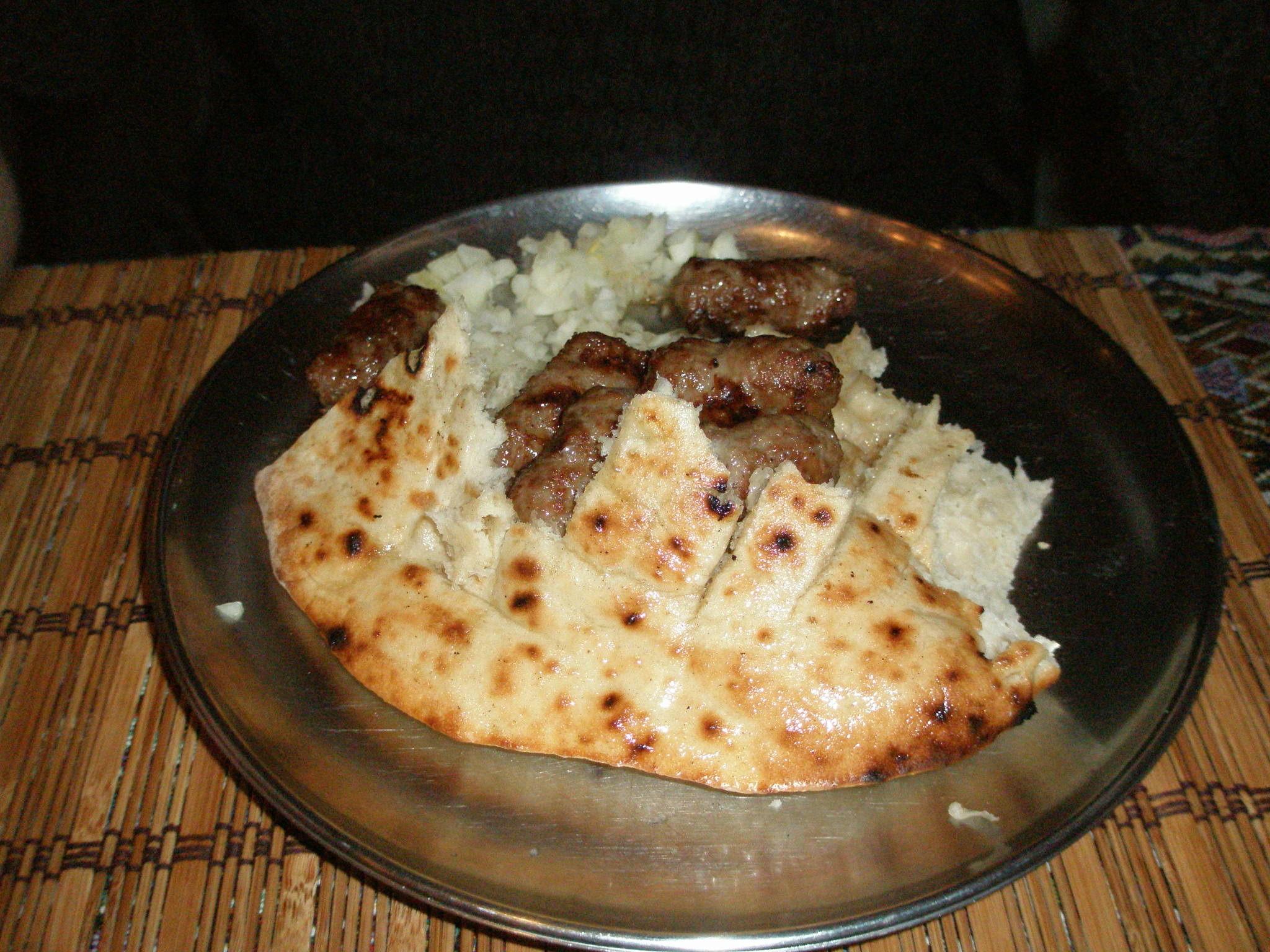
Ćevapi în somun, cu ceapă, la Sarajevo.

În timpul administrației otomane, hajdučki (rebelii, haiducii) au făcut hajdučki ćevap („ćevap haiducesc”), deoarece era ușor de preparat, din bucăți de carne și untură afumată într-o pită prăjită pe foc. Rețeta Leskovački ćevap („Leskovac ćevap”), o specialitate locală a Serbiei, s-a bazat pe pljeskavica tradițională formată ca ćevap.
Leskovac are o lungă istorie a magazinelor care vând preparate din carne la grătar. La Belgrad, ćevapčići a provenit prima dată din Leskovac în anii 1860, în kafana „Rajić” din Piața Mare (astăzi Studentski Trg), de unde s-a răspândit rapid în oraș și, ulterior, în țară  Industria s-a dezvoltat rapid, întrucât ćevapčići era mâncarea favorită a publicului de băutori.
Ćevapčići au fost serviți în magazine, cunoscute sub numele de ćevabdžija (plural Ćevabdžije). Un studiu din 1927–28 din Belgrad a arătat că oamenii mâncau fie în restaurant, fie afara (la „kaldrma”, pe fugă). Magazinele au servit mâncarea de dimineață până la ora 10 dimineața, în timp ce adesea mâncarea era cumpărată pentru micul dejun.
Înainte de anii 1930, s-a răspândit în restul Iugoslaviei, inclusiv în estul Serbiei și în regiunea Macedoniei. Până în 1932, ćevapčići erau considerați o specialitate locală din sudul Serbiei, Skopje și Peć. În 1933, primul vânzător de produse alimentare stradale a apărut în Maribor, Slovenia, care venea din Leskovac, și servea carne la grătar, inclusiv ćevapčići. În 1940, zece bucăți se vindeau cu un dinar iugoslav. În a doua jumătate a secolului XX, ćevapčići și alte preparate orientale au intrat în bucătăria croată.  Carnea la grătar în stil Leskovac, inclusiv ćevapčići, a devenit astăzi parte a dietei cotidiene din Slovenia. Astăzi, ćevapčići se găsesc în afara fostei Iugoslavii în comunitățile diasporei.
Astăzi, magazinele care vând acest fel de mâncare sunt cunoscute sub numele de ćevabdžinica (pl. Ćevabdžinice).
Leskovac organizează un festival anual de grătar, Festivalul Grătarului Leskovac (Roštiljijada), ca o expoziție de ćevapi și alte preparate din carne la grătar.

## Preparare

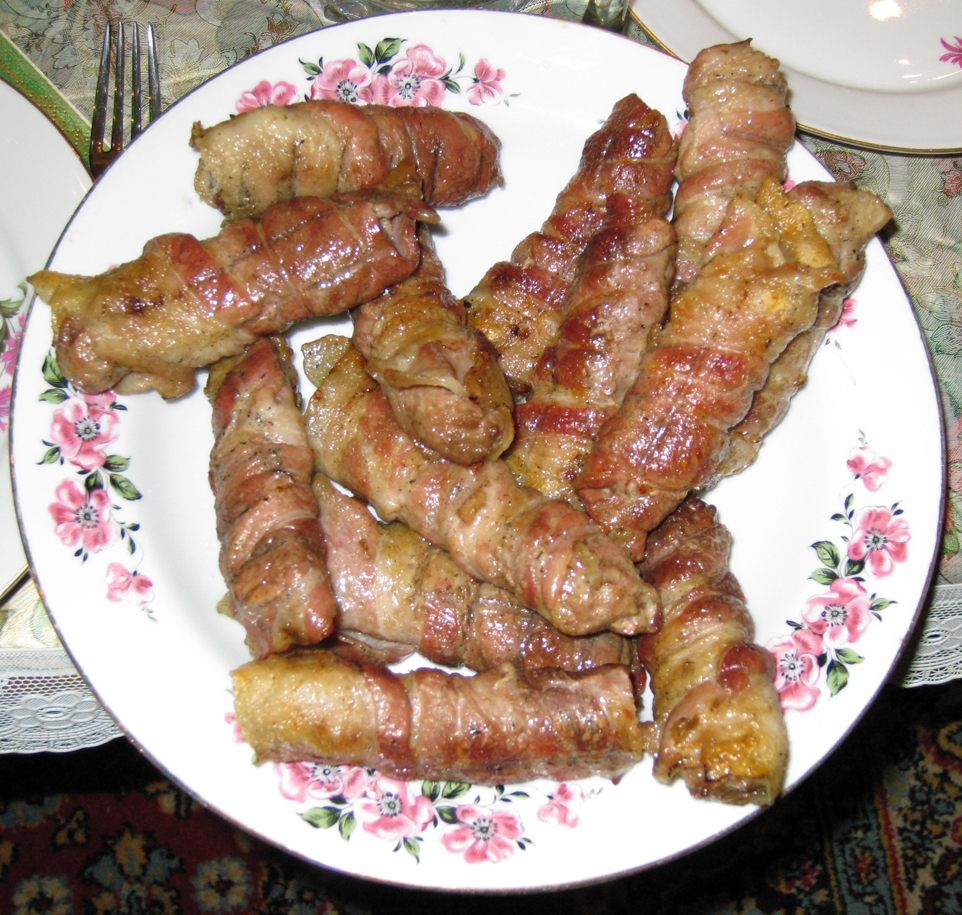
Un tip de ćevapčići din carne amestecată.

De obicei, sunt servite 5-10 bucăți pe o farfurie sau într-o pita din pâine (lepinje sau somun), adesea cu ceapă tocată, smântână, kajmak, ajvar, brânză cottage, piper roșu tocat și sare. Ćevapi de tip bosniac sunt făcuți din două tipuri de carne tocată de vită, amestecate manual și formate cu o pâlnie, în timp ce ćevapi formați sunt puși pe grătar. Ćevapi (ćevapčići) de tip sârb sunt făcuți fie din carne de vită, miel sau porc sau amestecată.
În Austria, Republica Cehă și Slovacia, čevapčiči sunt serviți în general cu muștar amestecat cu ceapă crudă fină și cartofi prăjiți, de obicei.

## Soiuri

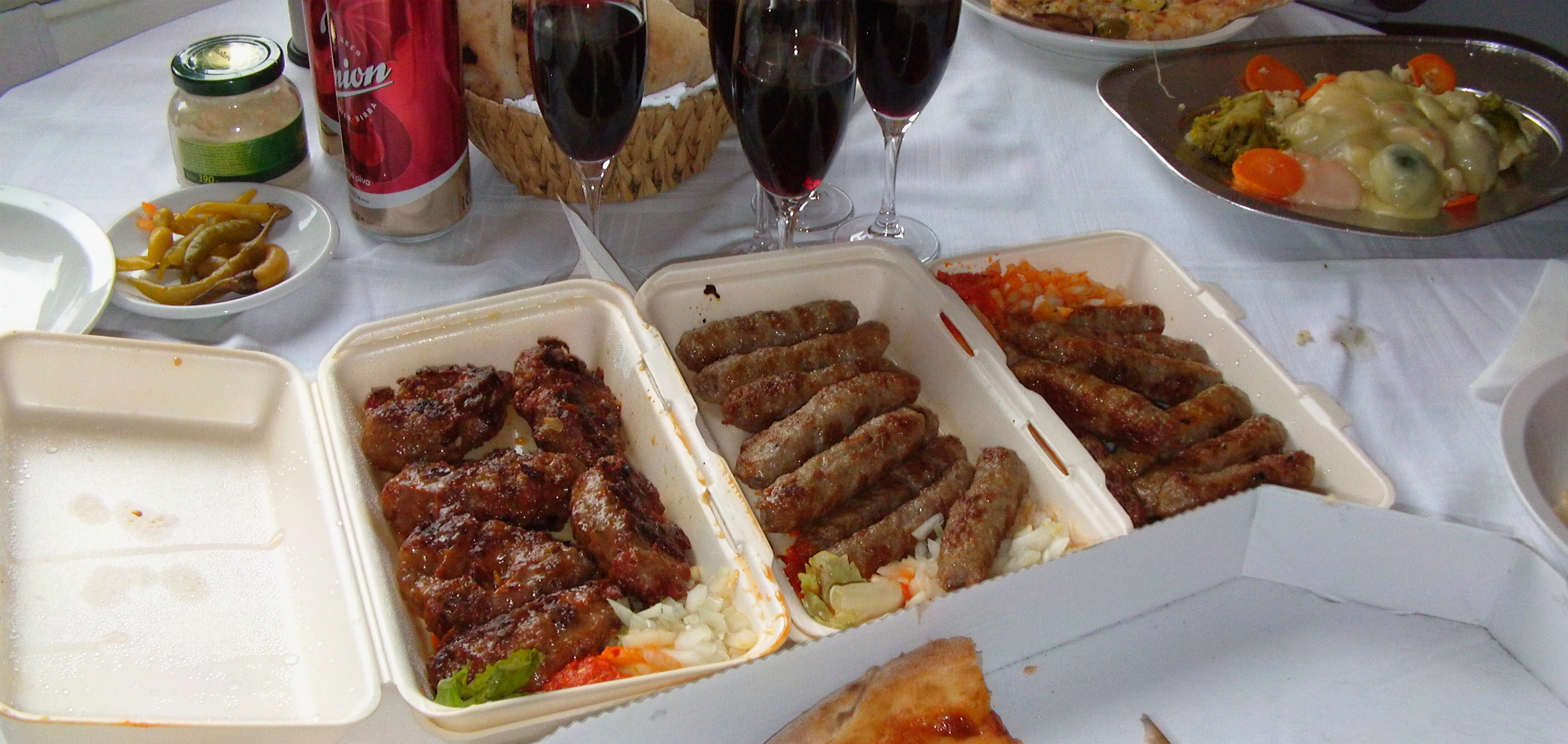
Ćevapčići sunt în dreapta - exemplu de bucătărie sârbă.

- Sarajevski ćevap, din Sarajevo, Bosnia, amestec de carne de vită și carne de oaie servit în mod tradițional într-o pită tradițională de la Sarajevo, numită somun
- Travnički ćevap, din Travnik, Bosnia, amestec de carne de vită, de vițel, de oaie și de miel
- Banjalučki ćevap, din Banja Luka, Bosnia, carne de vită
- Tuzlanski ćevap, din Tuzla, Bosnia, amestec de carne de vită, de miel și de oaie
- Novopazarski ćevap, din Novi Pazar, Serbia, în mod tradițional carne de oaie
- Leskovački ćevap, din Leskovac, Serbia, carne de vițel

Există variații în conținutul de carne și al condimentelor. Felul de mâncare este păstrat simplu și servit în mod tradițional cu pită cu ceapă și / sau kajmak și iaurt ca aperitiv.

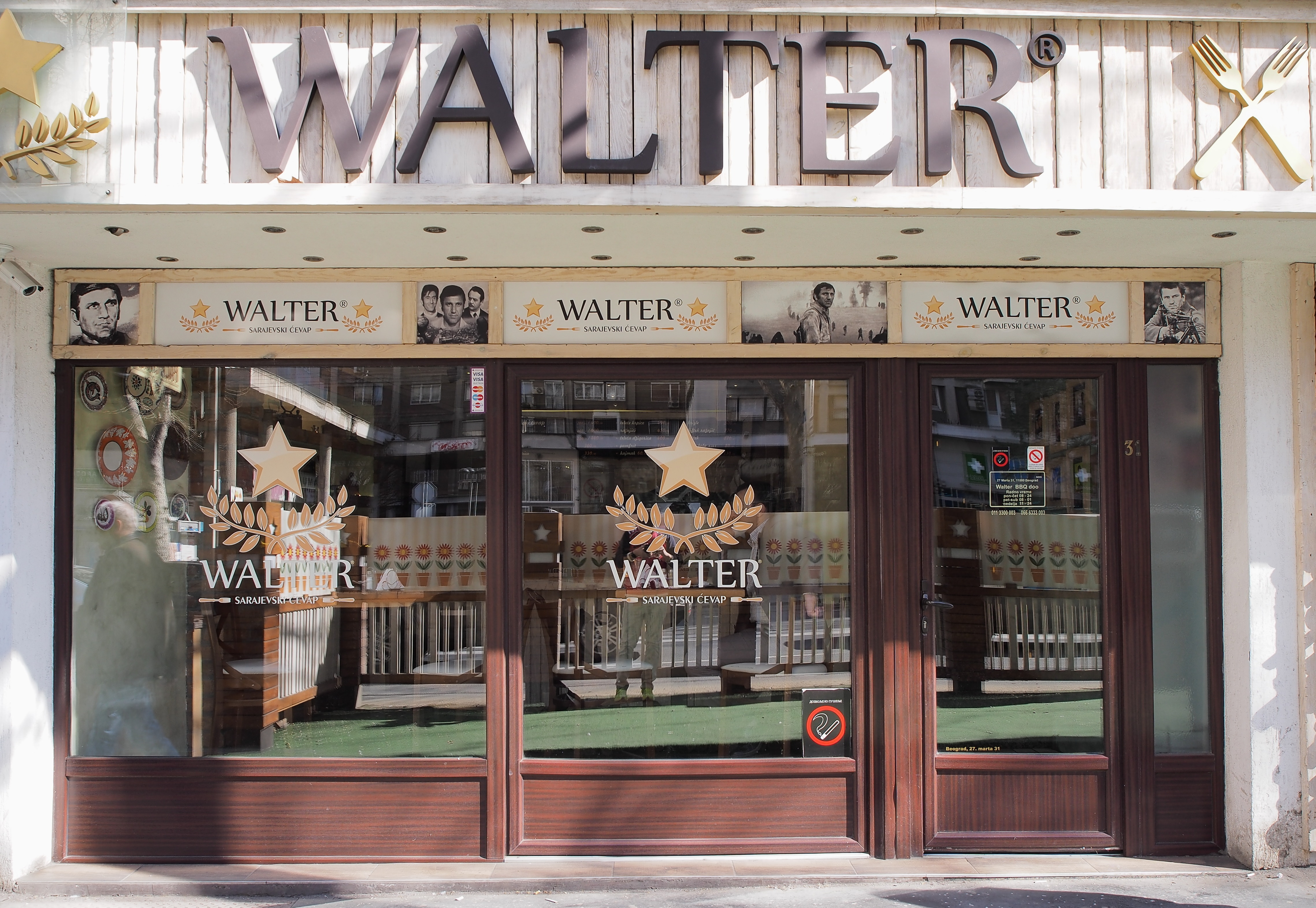
Walter, un restaurant din Belgrad, care servește ćevapčići Sarajevo (Sarajevski ćevap), poartă numele eroului filmului Walter apără Sarajevo